# Czyste szumienie
Czyste szumienie – trzeci album studyjny polskiego duetu hip-hopowego Pięć Dwa, wydany 7 września 2018 roku nakładem wytwórni muzycznej Trip Records. Nagrania promowane były teledyskami do utworów To 52 dwa / Dłoń, Tadek Paliwoda oraz Jedenastak.
Wersja z przedsprzedaży zawierała również re-edycję albumu Deep Hans z 2008 roku, dołączoną w papierowej kopercie. Tuż po premierze zespół w składzie Hans, Deep oraz (gościnnie) Bobson udali się na trasę koncertową #lutujemyraptour obejmującą 22 występy w ciągu trzech miesięcy.

## Lista utworów
1. Jedenastak (4:13)
2. Tadek Paliwoda (3:41)
3. To mój mikrofon (Skit) (0:20)
4. To 52 dwa (3:12)
5. Dłoń (2:56)
6. I-Siup (4:16)
7. 5252fm (Skit)	(0:06)
8. Showtime (3:42)
9. Kilku dzieciaków (4:01)
10. Szampan (4:16)
11. Puste kalorie (3:28)
12. Promocja (Skit) (0:17)
13. Niedas!enieda (3:45)
14. Diabeł zwiał z uwięzi (5:02)
15. U87 (Skit) (1:03)
16. Dewiantyk (3:42)
17. Ostatni taki dzień (3:37)
18. A gdy nad gniewem zachodzi słońce (3:56)
19. Czyste szumienie (4:04)